# Улица Яфет
Улица Яфет (רחוב יפת) — улица в Тель-Авиве-Яффо. Названа в честь Яфета, сына Ноя, который согласно легенде основал город.
Улица начинается от часовой площади. Улица расположена, в целом, вдоль береговой линии, недалеко от моря. Проходит практически через весь современный Яффо и заканчивается на границе с Бат-Ямом.
Считается одной из главных в Яффо.
На улице расположены:
- Яффская часовая башня
- Йехуда Ха-Ямит (мост)
- Пекарня Абулафия
- Блошиный рынок
- Католическая церковь С. Антония в неоготическом стиле
- Англиканская церковь св. Петра
- Грин-Хаус

Часовая башня построена в честь 25-летия коронования султана Абдул-Хамида II, правителя Османской империи, в 1900-х гг, первый камень был заложен в сентябре 1900 года. Часы на башне показывают местное и европейское время.
На улице также расположена пекарня Абулафия. Основана в 1879 году и является одним из старейших предприятий города.
С улицы также можно попасть по примыкающим улицам на Кикар Кдумим (Площадь Древних), где расположена церковь Св. Петра. Недалеко расположен музей Яффо.
Улица проходит с западной стороны Блошиного рынка.
Мост Йехуда Ха-Ямит построен в 20-х годах британским правительством в ходе расширения и реконструкции порта города. Мост изготовлен из бетона для доставки грузов в порт.
Церковь Св. Антония принадлежит католикам и основана Орденом францисканцев. Свою историю ведёт с 1932 года. Община в основном состоит из приезжих католиков и дипломатов из католических стран. Названа в честь монаха из Франции Антония Падуанского.

## Изображения

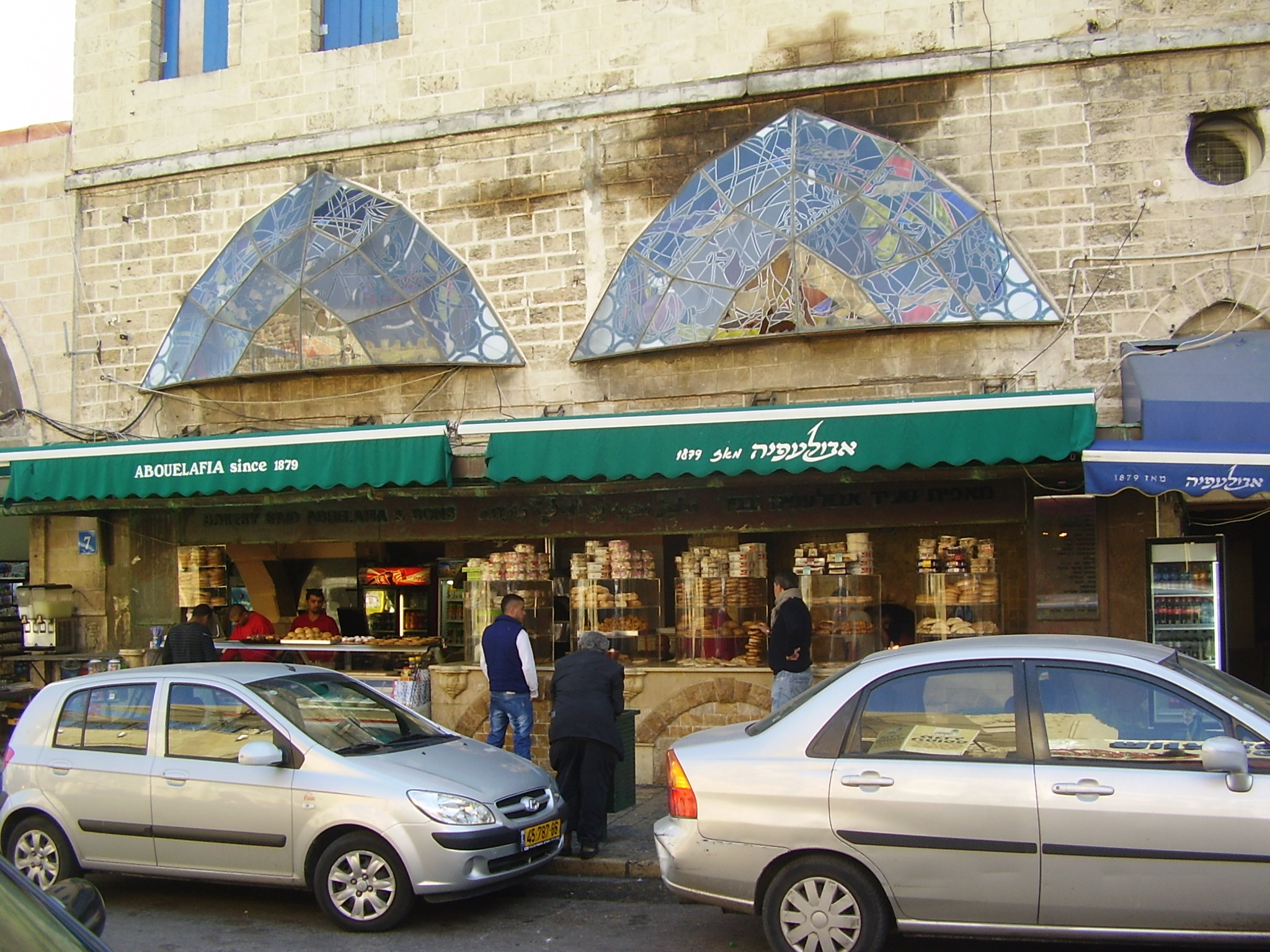
Пекарня Абулафия
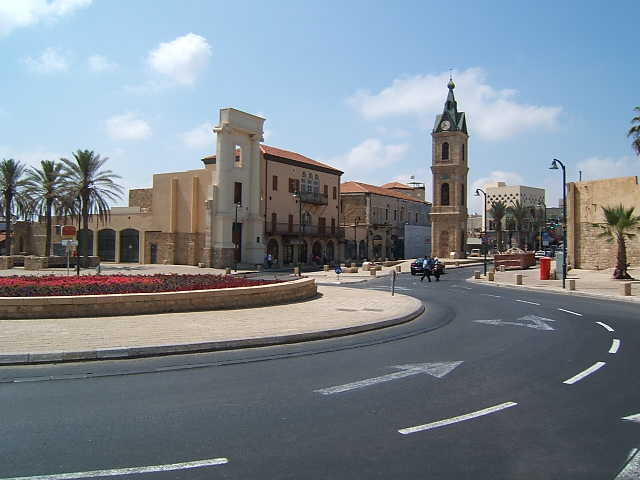
Городские часы на башне
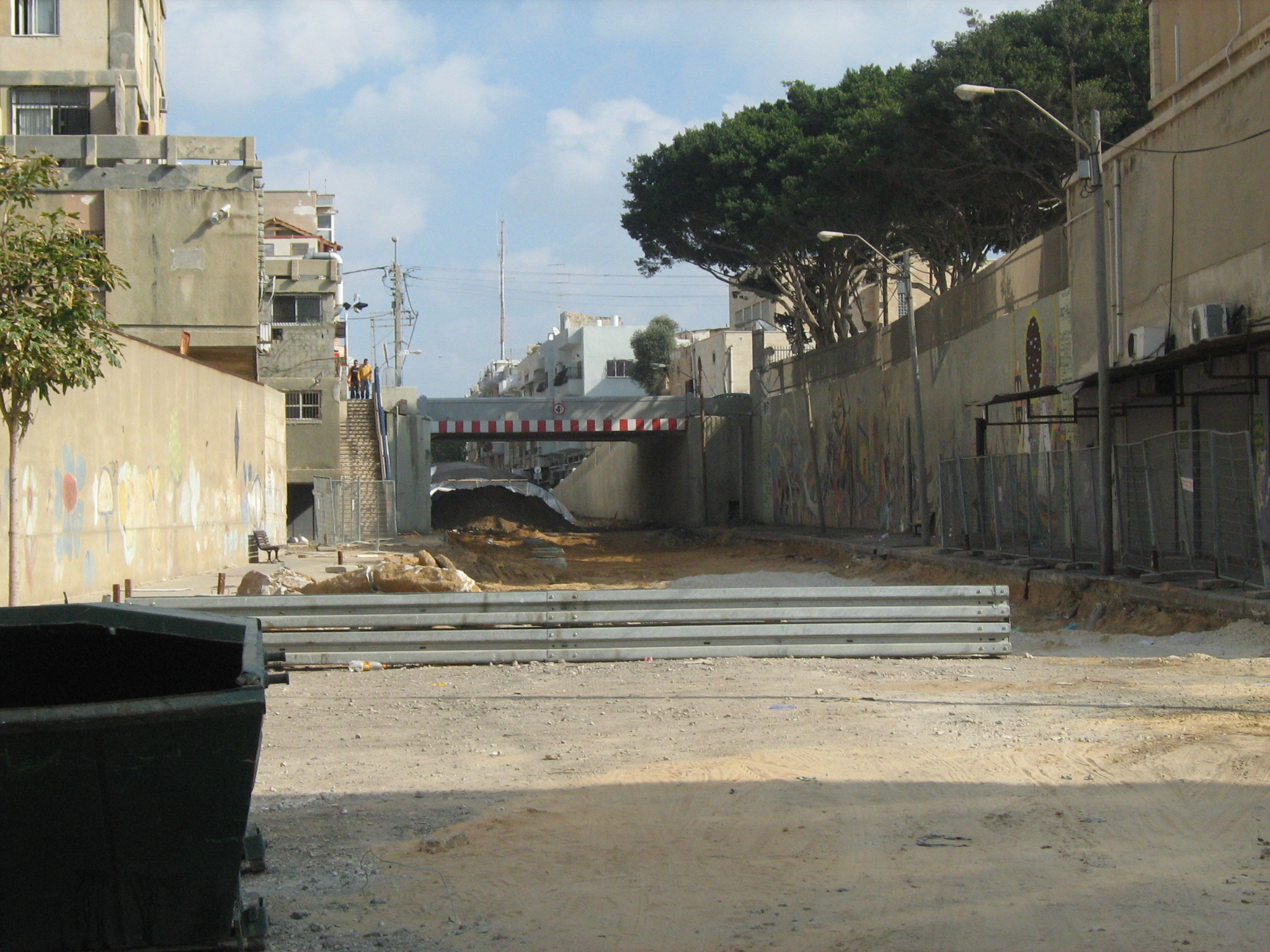
Йехуда Ха-Ямит
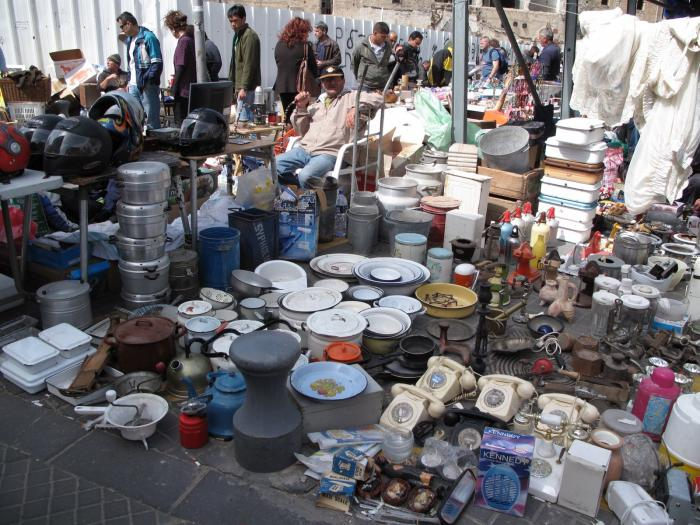
Блошиный рынок
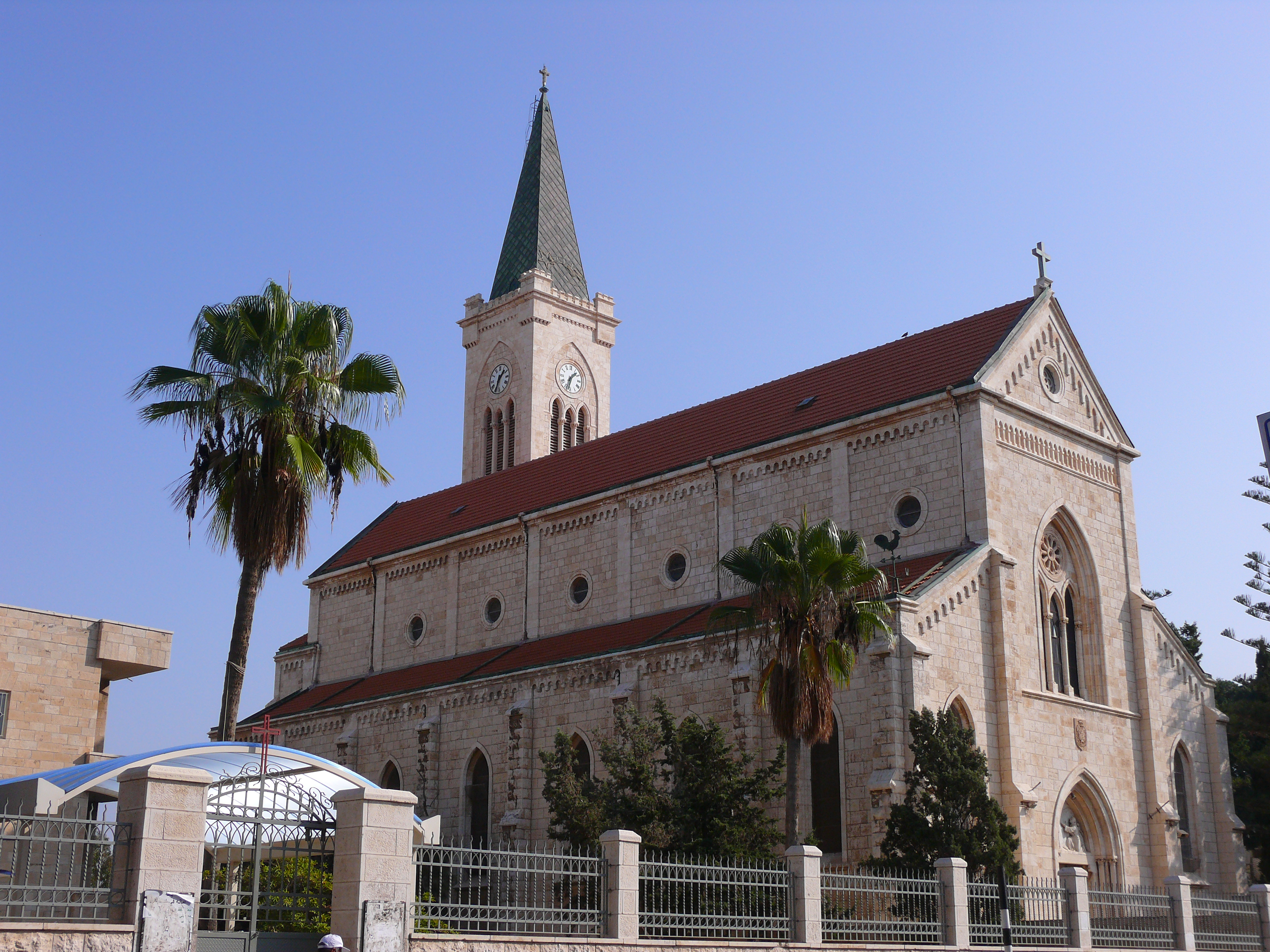
Католическая церковь Св. Антония
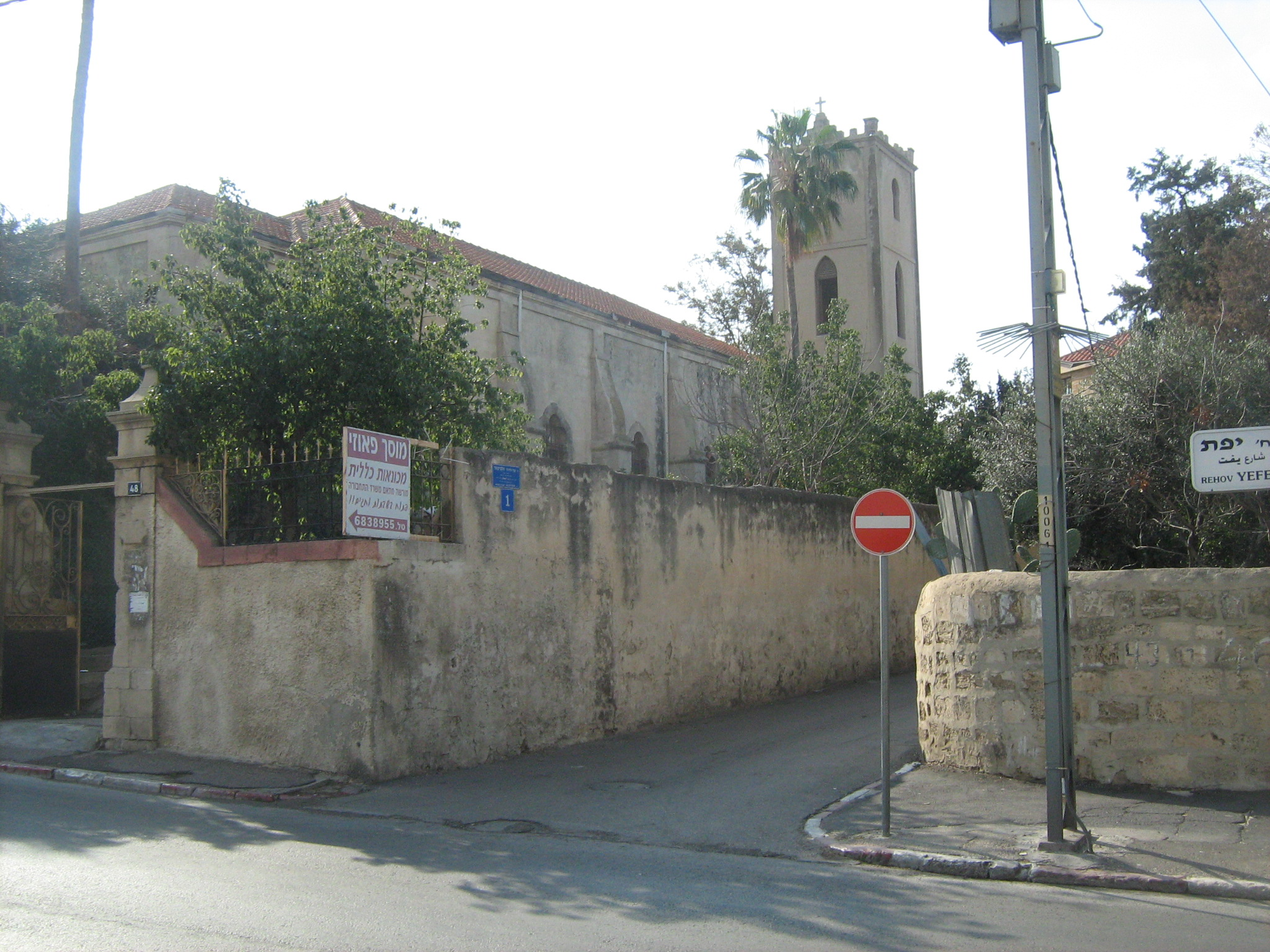
Англиканская церковь Св. Петра
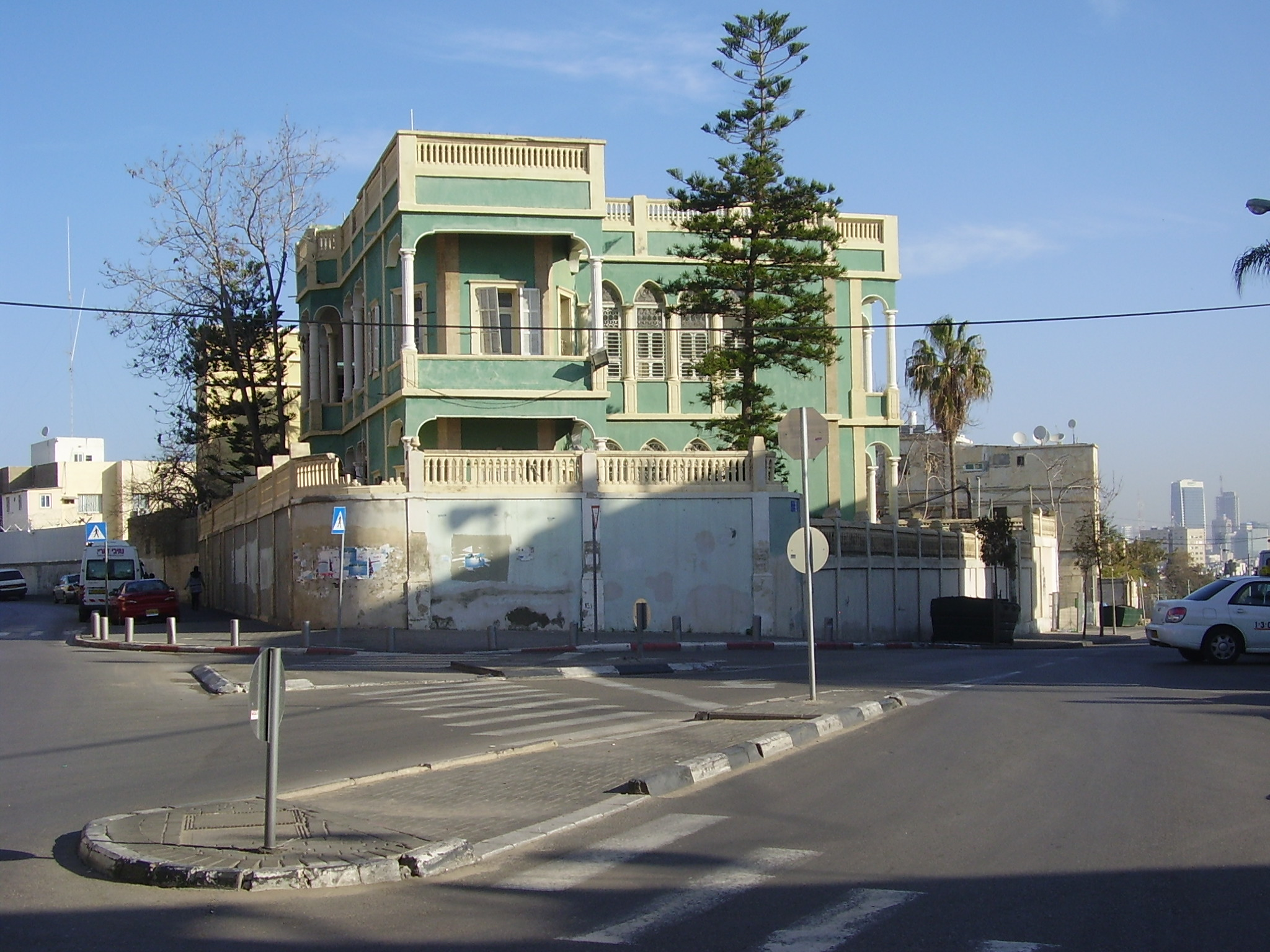
Грин-Хаус